# 勞倫·林
勞倫·林（英語：Lauren Lam，2003年1月15日—），美國女子羽毛球運動員。

## 簡歷
2018年8月，勞倫·林出戰美國羽毛球國際系列賽，拿得女子雙打比賽亞軍。

## 主要比賽成績
只列出曾進入準決賽的國際賽事成績：
| 年份   | 賽事                         | 公開賽級別 | 項目     | 拍檔            | 成績   |
| ------ | ---------------------------- | ---------- | -------- | --------------- | ------ |
| 2017年 | 泛美洲青年羽毛球錦標賽       | 其他       | 女子單打 | －              | 冠軍   |
| 2018年 | 泛美洲羽毛球男女子團體錦標賽 | 其他       | 女子團體 | －              | 亞軍   |
| 2018年 | 美國羽毛球國際系列賽         | 國際系列賽 | 女子單打 | －              | 亞軍   |
| 2019年 | 美國羽毛球國際挑戰賽         | 國際挑戰賽 | 女子單打 | －              | 準決賽 |
| 2019年 | 美國羽毛球國際挑戰賽         | 國際挑戰賽 | 女子雙打 | 游婕            | 準決賽 |
| 2021年 | 危地馬拉羽毛球未來系列賽     | 未來系列賽 | 女子單打 | －              | 冠軍   |
| 2021年 | 危地馬拉羽毛球未來系列賽     | 未來系列賽 | 女子雙打 | Kodi Tang Lee   | 亞軍   |
| 2021年 | 巴林羽毛球國際挑戰賽         | 國際挑戰賽 | 女子單打 | －              | 冠軍   |
| 2021年 | 墨西哥羽毛球國際賽           | 國際挑戰賽 | 女子單打 | －              | 冠軍   |
| 2021年 | 墨西哥羽毛球國際賽           | 國際挑戰賽 | 女子雙打 | Kodi Tang Lee   | 準決賽 |
| 2022年 | 泛美洲羽毛球男女子團體錦標賽 | 其他       | 女子團體 | －              | 冠軍   |
| 2022年 | 比利時羽毛球國際賽           | 國際挑戰賽 | 女子單打 | －              | 準決賽 |
| 2022年 | 秘魯羽毛球國際賽             | 國際挑戰賽 | 女子單打 | －              | 準決賽 |
| 2022年 | 秘魯羽毛球國際賽             | 國際挑戰賽 | 女子雙打 | 寶拉·琳·考·霍克 | 冠軍   |
| 2022年 | 墨西哥羽毛球國際賽           | 國際系列賽 | 女子單打 | －              | 冠軍   |
| 2022年 | 墨西哥羽毛球國際賽           | 國際系列賽 | 女子雙打 | 寶拉·琳·考·霍克 | 亞軍   |
| 2022年 | 薩爾瓦多羽毛球國際賽         | 國際系列賽 | 女子單打 | －              | 冠軍   |
| 2022年 | 薩爾瓦多羽毛球國際賽         | 國際系列賽 | 女子雙打 | 寶拉·琳·考·霍克 | 冠軍   |
| 2023年 | 愛沙尼亞羽毛球國際賽         | 國際系列賽 | 女子雙打 | 寶拉·琳·考·霍克 | 冠軍   |
| 2023年 | 泛美洲羽毛球錦標賽           | 其他       | 女子單打 | －              | 季軍   |
| 2023年 | 斯洛文尼亞羽毛球公開賽       | 國際挑戰賽 | 女子雙打 | 寶拉·琳·考·霍克 | 準決賽 |
| 2023年 | 丹麥羽毛球大師賽             | 國際挑戰賽 | 女子雙打 | 寶拉·琳·考·霍克 | 準決賽 |
| 2023年 | 南特羽毛球國際挑戰賽         | 國際挑戰賽 | 女子雙打 | 寶拉·琳·考·霍克 | 準決賽 |
| 2023年 | 蒙古國羽毛球國際挑戰賽       | 國際挑戰賽 | 女子單打 | －              | 亞軍   |
| 2023年 | 蒙古國羽毛球國際挑戰賽       | 國際挑戰賽 | 女子雙打 | 寶拉·琳·考·霍克 | 準決賽 |
| 2023年 | 拉各斯羽毛球國際經典賽       | 國際挑戰賽 | 女子單打 | －              | 亞軍   |
| 2023年 | 拉各斯羽毛球國際經典賽       | 國際挑戰賽 | 女子雙打 | 寶拉·琳·考·霍克 | 亞軍   |
| 2024年 | 斯里蘭卡羽毛球國際挑戰賽     | 國際挑戰賽 | 女子雙打 | 寶拉·琳·考·霍克 | 準決賽 |
| 2024年 | 烏干達羽毛球國際挑戰賽       | 國際挑戰賽 | 女子雙打 | 寶拉·琳·考·霍克 | 冠軍   |
| 2024年 | 泛美洲羽毛球錦標賽           | 其他       | 女子單打 | －              | 季軍   |
| 2025年 | 泛美洲羽毛球混合團體錦標賽   | 其他       | 混合團體 | －              | 亞軍   |
| 2025年 | 烏干達羽毛球國際挑戰賽       | 國際挑戰賽 | 女子雙打 | 艾莉森·李       | 冠軍   |
| 2025年 | 波蘭羽毛球公開賽             | 國際挑戰賽 | 女子雙打 | 艾莉森·李       | 冠軍   |
| 2025年 | 泛美洲羽毛球錦標賽           | 其他       | 女子雙打 | 艾莉森·李       | 冠軍   |

| 2007-2017年 | 首要超級賽 | 超級賽 | 黃金大獎賽 | 大獎賽 | 國際挑戰賽 | 國際系列賽 | 未來系列賽 | 其他 |

| 2018-2026年 | 總決賽 | 超級1000賽 | 超級750賽 | 超級500賽 | 超級300賽 | 超級100賽 | 國際挑戰賽 | 國際系列賽 | 未來系列賽 | 其他 |